# Décision Liberté d'association
La décision no 71-44 DC du 16 juillet 1971, dite décision Liberté d'association du Conseil constitutionnel français concerne une loi « complétant les dispositions des articles 5 et 7 de la loi du 1er juillet 1901 relative au contrat d'association », qui permettait de contrôler toute création d'association.
Cette décision est reconnue comme l'une des plus importantes du Conseil constitutionnel en ce qu'elle accorde une valeur constitutionnelle aux principes fondamentaux reconnus par les lois de la République (en l'espèce, la liberté d'association, reconnue par la loi du 1er juillet 1901 relative au contrat d'association). Surtout et plus largement, elle octroie, de fait, une valeur constitutionnelle effective aux deux textes juridiques alors visés dans le préambule de la Constitution de la Ve République : la Déclaration des Droits de l'Homme et du Citoyen du 26 août 1789 et le Préambule de la Constitution du 27 octobre 1946. C'est donc en vertu de la jurisprudence Liberté d'association que la Charte de l'Environnement (adoptée en 2004), inscrite dans le préambule de la Constitution par la loi constitutionnelle du 1er mars 2005 (devenant ainsi le troisième texte mentionné dans le préambule constitutionnel) revête également une valeur constitutionnelle.
Décision « historique » ou « révolution jurisprudentielle » pour certains, « coup d’État juridique » pour d'autres, cette décision marque un tournant dans le droit français : elle transforme profondément et durablement le contentieux constitutionnel ainsi que la question de la protection des droits fondamentaux.

## Historique politique

### Le contexte
Les associations en France sont placées sous le régime de la loi de 1901. Les associations peuvent se former librement, sans contrôle de l'administration, mais peuvent être reconnues par l'État avec une simple déclaration en préfecture, en vertu du principe de la liberté d'association.
Mais en 1971, l'administration s'oppose, sans aucune base légale, à la déclaration de l'association Les amis de La Cause du peuple, soutenue notamment par Simone de Beauvoir, en refusant de délivrer le récépissé de déclaration : le ministre de l'Intérieur Raymond Marcellin soupçonnait en effet cette association de reconstituer la Gauche prolétarienne, organisation maoïste dissoute en 1970 et dont La Cause du peuple était le journal. Le gouvernement décide alors de faire voter une loi pour instituer un contrôle administratif de la déclaration des associations (validation législative).

### Le rôle de Gaston Palewski
Selon le professeur Patrick Wachsmann, parmi les raisons ayant conduit à cette décision historique viendrait au premier plan « le souci du second président [...] Gaston Palewski, d’assurer la pérennité d’une institution qui risquait d’être vouée à la marginalité [...] du fait que la stabilité de la majorité parlementaire acquise au gouvernement (et, plus encore, au président de la République) rend parfaitement vaine cette frontière entre la loi et le règlement que le Conseil avait d’abord eu pour mission de faire respecter par le Parlement. »

À pu s’y ajouter une claire hostilité de Palewski, ancien directeur de cabinet de De Gaulle, envers Georges Pompidou qui avait précipité la chute du général en accréditant l’hypothèse qu’il pourrait lui succéder à l’Élysée, voire une déception de n’avoir pas été élevé à la dignité de Grand’croix de la Légion d’honneur. Alain Poher raconte dans ses mémoires : 
Je songeai alors à saisir le Conseil constitutionnel. Auparavant, je pris la précaution de téléphoner à Gaston Palewski, président de ce Conseil, pour lui demander ce qu’il pensait de ma démarche. Il n’hésita pas : “Si le général, père de la Constitution, était encore au pouvoir, jamais il n’aurait accepté un tel texte. Il faut faire comprendre à Pompidou qu’il n’est pas de Gaulle, lui donner une leçon, le rappeler à l’ordre…” C’est le gaullisme historique qui s’exprimait par sa voix. Il se trouvait que cet avis s’accordait avec mes préoccupations. Le 1er juillet, je saisis donc le  Conseil constitutionnel.
De fait les travaux préparatoires, aujourd’hui disponibles, confirment l’engagement personnel de Palewski en faveur de la décision finalement rendue, alors que le rapporteur, François Goguel, estimait que la loi déférée était conforme à la Constitution.

### La loi
Le ministre de l'Intérieur de l'époque, Raymond Marcellin, présente une loi créant un contrôle des déclarations des associations loi de 1901. Ce contrôle serait ainsi exercé par l'autorité judiciaire, avant la déclaration, qui statuerait dans un délai de deux mois et permettrait donc à l'administration de restreindre la liberté d'association voulue par la loi de 1901. La loi est adoptée en quatrième lecture à l'Assemblée Nationale, après l'adoption par le Sénat, lors de sa séance du 28 juin 1971, d'une question préalable, proposé par le sénateur Pierre Marcilhacy au scrutin public par 129 voix contre 104, rejetant du même coup la modification de la loi de 1901 proposée par le Gouvernement.

### La censure
Cependant, une minorité de la majorité parlementaire gaulliste, opposée à cette loi, demande au président du Sénat, Alain Poher, de saisir le Conseil constitutionnel, en vertu de l'article 61, alinéa 2, de la Constitution de 1958, pour que ce dernier vérifie la conformité de cette loi à la Constitution.
Saisi, le Conseil constitutionnel déclare non conforme à la Constitution les articles substantiels de cette loi, en décidant de ranger le principe même de la liberté d'association « au nombre des principes fondamentaux reconnus par les lois de la République et solennellement réaffirmés par le préambule de la Constitution »,.

## Historique juridique
Les rédacteurs de la Constitution de 1958 ne considéraient pas que le préambule de celle-ci ait valeur constitutionnelle. Cependant, c'était le cas d'une grande partie de la doctrine et notamment de Maurice Duverger, Charles Eisenmann et Georges Vedel. Le Conseil constitutionnel avait, quant à lui, reconnu la valeur constitutionnelle du préambule dès une décision de 1970,.
C'est toutefois la première fois qu'il fonde sa décision sur un principe fondamental reconnu par les lois de la République-en l'espèce, celui de la liberté d'association. Cette dernière avait déjà vu, durant la IVe République, sa valeur de PFRLR reconnue par le Conseil d'État dans l'arrêt Amicale des annamites de Paris du 11 juillet 1956.

## Conséquences
Les conséquences de cette décision sont doubles. D'une part, la décision Liberté d'association donne une valeur constitutionnelle à des déclarations de reconnaissance de principes : le Conseil refuse ainsi de se cantonner à la simple régulation des conflits entre Gouvernement et Parlement et de se limiter aux seuls articles de la Constitution. D'autre part, le Conseil constitutionnel prend une nouvelle place de défenseur des droits fondamentaux des citoyens, et n'est plus réductible à un « canon braqué contre le Parlement » (formule de Charles Eisenmann), ou un « chien de garde de l'exécutif » (formule de Michel Debré).

### L'émergence du bloc de constitutionnalité
En droit constitutionnel français, le bloc de constitutionnalité désigne l’ensemble des normes de valeur constitutionnelle. Celles-ci sont donc protégées par le Conseil constitutionnel. L'expression « bloc de constitutionnalité » vient du juriste Louis Favoreu.
À sa création en 1958, le Conseil constitutionnel ne contrôlait la conformité des lois qu’à la Constitution dans son sens strict, c’est-à-dire uniquement la Constitution du 4 octobre 1958 à partir de son article 1er. Mais, avec cette décision, révision constitutionnelle qui ne dit pas son nom, le Conseil constitutionnel a consacré la valeur constitutionnelle des principes fondamentaux reconnus par les lois de la République.
De tels principes comportent quatre restrictions : 
- ce sont des principes ayant un véritable caractère d'universalité ;
- ce sont des principes ayant engendré une tradition, n'ayant jamais été contredits ;
- ce sont des principes issus d'une législation républicaine ;
- ce sont des principes nécessairement antérieurs à 1946.

Il s'agit d'une consécration de l'œuvre législative de la Troisième République, et particulièrement donc de la liberté d'association créée par le législateur en 1901, et consacrée de facto à une valeur constitutionnelle par le Conseil en 1971.

### Une évolution jurisprudentielle du Conseil constitutionnel

#### D'une arme contre le Parlement…
Le constituant de 1958 souhaitait trouver une solution aux problèmes posés en 1958, dont notamment un empiètement permanent du Parlement sur des domaines de compétences qui auraient dû être ceux du Gouvernement, paralysant ainsi l'action de l'État.
Pour pallier cette lacune, Michel Debré et Charles de Gaulle ont souhaité mettre en place un parlementarisme rationalisé, permettant la coexistence d'un pouvoir législatif et d'un pouvoir exécutif autonomes.
Ainsi, le Conseil constitutionnel se trouvait investi d'une mission de régulation des conflits entre le Gouvernement et le Parlement, afin de faire respecter les domaines de compétences de chacun (et notamment les articles 34 et 37 de la Constitution de 1958). Ce rôle, compte tenu de l'existence de majorités parlementaires cohérentes et en accord avec un Gouvernement et un président de la République, est rendu désuet.

#### …en instrument d'une minorité
Par cette décision, la mission du Conseil constitutionnel évolue. Il ne se place plus en régulateur des pouvoirs exécutifs et législatifs, mais bien en défenseur des droits fondamentaux des citoyens, auxquels figurent la liberté d'association. En effet, les conflits de compétences entre Gouvernement et Parlement, s'ils existent, sont réglés du fait de l'existence de majorités parlementaire et gouvernementale identiques. Cette stabilité peut donc encourager le législateur à outrepasser la Constitution, qui doit pourtant être supérieure à toute norme juridique. L'évolution de sa mission en défenseur des droits fondamentaux nécessite donc une évolution de sa place au sein des institutions.
Le Conseil constitutionnel devient donc une arme de la minorité contre la majorité. En 1971, c'est une minorité de la majorité parlementaire qui demande au Président du Sénat de saisir le Conseil constitutionnel. Ce comportement politique change aussi la nature du Conseil, qui se place désormais en « juge d'appel » des décisions du Parlement.

### Une réforme du Conseil constitutionnel
Cette évolution jurisprudentielle du Conseil se verra consacrée par la révision constitutionnelle de 1974, qui élargira la saisine du Conseil constitutionnel directement aux parlementaires (60 députés ou 60 sénateurs). Toutefois, le problème de la saisine reste toujours posé, compte tenu de la possibilité toujours existante de voir une loi contraire au bloc de constitutionnalité entrer en vigueur ou qu'une loi antérieure à cette évolution contrevienne elle aussi aux principes constitutionnels.
Depuis la révision constitutionnelle du 23 juillet 2008, il est possible pour un particulier de saisir le Conseil constitutionnel afin qu'il juge, a posteriori, de l'éventuelle inconstitutionnalité de la loi, qui serait contraire aux droits et libertés que la Constitution garantit. Cette nouveauté est soumise à une procédure particulière et surtout très encadrée pour éviter tout abus ; elle est décrite à l'article 61-1 de la Constitution, et ne concerne que le justiciable qui au cours d'une instance, pose la question de la conformité d'une loi à la Constitution. Trois interrogations se présentent alors :
- primo, savoir si la disposition contestée commande l'issue du litige ;
- secundo, elle doit aussi comporter un caractère « sérieux » ;
- tertio, la question soulevée ne doit pas avoir déjà été traitée par le Conseil constitutionnel.

Si ces trois conditions sont remplies, le juge sursoit à statuer sur le litige et transmet la question à la juridiction suprême (Conseil d'État ou Cour de cassation), qui dispose d'un délai de trois mois pour la transmettre ou non au Conseil constitutionnel, ce dernier disposant du même délai pour statuer.